# Carrió (manzana)
Perezosa es una variedad cultivar de manzano (Malus domestica) Esta manzana es originaria de Asturias y es una de las 76 variedades de manzana que se incluyen en la D.O.P. Sidra de Asturias. Está cultivada en la colección de manzanos asturianos del SERIDA.

## Sinónimos
- "Manzana Carrió",
- "Carrio".[4]

## Características
El manzano de la variedad 'Carrió' tiene un vigor elevado a muy elevado. Silueta de la estructura de ramificación (sistema de formación en eje): 12. Tipo de fructificación: II-III.
Época de inicio de floración (promedio periodo 2005-2009):Intermedia, a finales de la segunda decena de abril.
La variedad de manzana Carrió tiene un fruto de diámetro mediano (71-75 mm), altura 56 mm; relación altura-diámetro, bastante aplanada (0,76-0,85); posición diámetro máximo en el medio; acostillado interior de la cubeta ocular de ausente o muy débil a débil; coronamiento final del cáliz (o perfil de la cubeta) ligeramente ondulado a ondulado.
El fruto tiene predominio de forma aplanada globulosa a truncada cónica.
Pedúnculo muy corto (≤10 mm), siendo su espesor mediano. Cavidad del pedúnculo de media a profunda, con la anchura de la cubeta peduncular ancha, siendo la relación de la cubeta ocular-cubeta peduncular cilíndrica a troncocónica. Cantidad de russeting (pardeamiento áspero superficial que presentan algunas variedades) en cubeta peduncular de alta a muy alta.
Apertura de ojo, cerrado. Tamaño de ojo de mediano a pequeño. Profundidad de la cubeta ocular de media a poco profunda, y la anchura de la cubeta peduncular de media a ancha. Coronamiento final del cáliz (perfil cubeta) ligeramente ondulado, y la cantidad de "russeting" en la cubeta ocular de alta a muy alta.
La textura de la epidermis es lisa o rugosa, con estado ceroso de la epidermis ausente, y la pruina de la epidermis ausente; coloración de fondo amarillo verdoso y algunos verde; siendo el color de superficie rojo y naranja marrón, con placas continuas con estrías, con una intensidad de color media; siendo la cantidad de "russeting" en los laterales de baja a media.
Densidad de lenticelas de medianamente numerosas a escasas; siendo el tamaño de las lenticelas pequeño; sin aureola y algunas con aureola blanca; con el color del núcleo de la lenticela marrón y algunos blanco.
Color de la pulpa crema, y apertura de lóculos (en corte transversal) algo abiertos y algunos cerrados.
Maduración se produce en las segunda y tercera decenas de noviembre.
Variedad de sabor semiácido, tiene carácter mixto se utiliza en la producción de sidra, y se usa también como manzana de mesa de consumo en fresco.

## Rendimientos de producción
Tiene una entrada en producción bastante rápida. Alcanza un buen nivel productivo (>35 t/ha) en la zona litoral; sin embargo presenta problemas de cuajado en la zona interior.
Rendimiento en mosto (l/100 kg): 63,1 ± 3,9.. Azúcares totales (g/l): 121,2 ± 1,4. Acidez total (g/l H2SO4): 3,5 ± 0,5. pH: 3,5 ± 0,4. Fenoles totales (g/l ac. Tánico): 1,1 ± 0,2. Grupo tecnológico: Semiácido.

## D.O.P.Sidra de Asturias
La Denominación de Origen Protegida (D.O.P.) sidra de Asturias se ha de elaborar exclusivamente con manzanas procedentes de parcelas asturianas inscritas en el “Consejo Regulador de la Denominación de Origen”, que es el organismo oficial que según el artículo 10 del reglamento (CEE 2081/92) acreditado para certificar que una sidra cumpla los requisitos establecidos en su reglamento para ser “Sidra de Asturias”.
En la actualidad (2018) cuenta con 31 lagares, 322 cosecheros y 843 hectáreas registradas y auditadas.

## Sensibilidades
- Moteado: ataque medio
- Chancro del manzano: ataque débil
- Oidio: ataque muy débil
- Momificado: ataque muy débil.[9][5][8]